# Meladia
Meladia (gr. Μελάδεια) – wieś w Republice Cypryjskiej, w dystrykcie Pafos. W 2011 roku liczyła 17 mieszkańców.